# Şile
Şile là một huyện thuộc tỉnh İstanbul, Thổ Nhĩ Kỳ. Huyện có diện tích 916 km² và dân số thời điểm năm 2007 là 25169 người, mật độ 27 người/km².

## Khí hậu
| Dữ liệu khí hậu của Şile, Istanbul       | Dữ liệu khí hậu của Şile, Istanbul | Dữ liệu khí hậu của Şile, Istanbul | Dữ liệu khí hậu của Şile, Istanbul | Dữ liệu khí hậu của Şile, Istanbul | Dữ liệu khí hậu của Şile, Istanbul | Dữ liệu khí hậu của Şile, Istanbul | Dữ liệu khí hậu của Şile, Istanbul | Dữ liệu khí hậu của Şile, Istanbul | Dữ liệu khí hậu của Şile, Istanbul | Dữ liệu khí hậu của Şile, Istanbul | Dữ liệu khí hậu của Şile, Istanbul | Dữ liệu khí hậu của Şile, Istanbul | Dữ liệu khí hậu của Şile, Istanbul |
| Tháng                                    | 1                                  | 2                                  | 3                                  | 4                                  | 5                                  | 6                                  | 7                                  | 8                                  | 9                                  | 10                                 | 11                                 | 12                                 | Năm                                |
| ---------------------------------------- | ---------------------------------- | ---------------------------------- | ---------------------------------- | ---------------------------------- | ---------------------------------- | ---------------------------------- | ---------------------------------- | ---------------------------------- | ---------------------------------- | ---------------------------------- | ---------------------------------- | ---------------------------------- | ---------------------------------- |
| Trung bình ngày tối đa °C (°F)           | 8.6 (47.5)                         | 9.1 (48.4)                         | 10.6 (51.1)                        | 15.1 (59.2)                        | 19.1 (66.4)                        | 23.6 (74.5)                        | 25.4 (77.7)                        | 25.4 (77.7)                        | 23.0 (73.4)                        | 18.8 (65.8)                        | 15.1 (59.2)                        | 11.1 (52.0)                        | 17.1 (62.7)                        |
| Trung bình ngày °C (°F)                  | 5.5 (41.9)                         | 5.9 (42.6)                         | 7.2 (45.0)                         | 11.2 (52.2)                        | 15.2 (59.4)                        | 19.4 (66.9)                        | 21.7 (71.1)                        | 21.8 (71.2)                        | 19.2 (66.6)                        | 15.3 (59.5)                        | 11.6 (52.9)                        | 8.0 (46.4)                         | 13.5 (56.3)                        |
| Tối thiểu trung bình ngày °C (°F)        | 2.4 (36.3)                         | 2.7 (36.9)                         | 3.7 (38.7)                         | 7.2 (45.0)                         | 11.2 (52.2)                        | 15.1 (59.2)                        | 17.9 (64.2)                        | 18.4 (65.1)                        | 15.4 (59.7)                        | 11.8 (53.2)                        | 8.1 (46.6)                         | 4.9 (40.8)                         | 9.9 (49.8)                         |
| Lượng Giáng thủy trung bình mm (inches)  | 134.1 (5.28)                       | 95.5 (3.76)                        | 61.1 (2.41)                        | 54.3 (2.14)                        | 42.5 (1.67)                        | 37.8 (1.49)                        | 40.2 (1.58)                        | 46.6 (1.83)                        | 67.7 (2.67)                        | 126.6 (4.98)                       | 147.6 (5.81)                       | 143.2 (5.64)                       | 997.2 (39.26)                      |
| Số ngày giáng thủy trung bình (≥ 0.1 mm) | 18.8                               | 15.3                               | 13.7                               | 12.4                               | 11.6                               | 9.2                                | 5.0                                | 6.7                                | 7.9                                | 12.5                               | 16.8                               | 20.2                               | 150.1                              |
| Số ngày tuyết rơi trung bình (≥ 0.1 cm)  | 4.3                                | 4.4                                | 0.5                                | 0.0                                | 0.0                                | 0.0                                | 0.0                                | 0.0                                | 0.0                                | 0.0                                | 0.1                                | 2.6                                | 11.9                               |
| Nguồn:                                   |                                    |                                    |                                    |                                    |                                    |                                    |                                    |                                    |                                    |                                    |                                    |                                    |                                    |

## Thành phố kết nghĩa
Thành phố này kết nghĩa với:
- Idstein, Đức[5]
- Barcaldin, Úc
- Cazin, Bosnia và Herzegovina